# Arthur Roy Brown

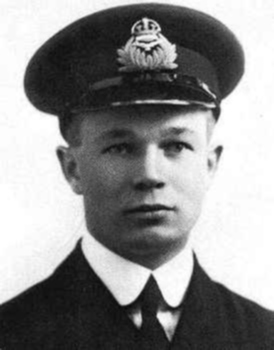
Arthur Roy Brown

Arthur Roy Brown (* 23. Dezember 1893 in Carleton Place; † 9. März 1944 in Stouffville) war ein kanadischer Jagdflieger im Ersten Weltkrieg. Brown war an dem Luftkampf beteiligt, in welchem Manfred von Richthofen tödlich verwundet wurde. Lange Zeit galt er als der Besieger Richthofens, was sich aber durch neuere Forschung als irrtümlich erwiesen hat.

## Leben
Arthur Roy Brown wurde am 23. Dezember 1893 im kanadischen Carleton als jüngstes von fünf Geschwistern geboren. Seine Eltern besaßen eine Mühle.
Als begabter Schüler fand er 1915 seinen Weg an die Offiziersschule und war schnell von der damals neuen Technik des Fliegens fasziniert. Ein weiterer Grund für sein Interesse am Fliegen war der Wunsch, in den Krieg zu ziehen aber nicht in den Schützengräben enden zu wollen. 1915 wurde Arthur Roy Brown ein Mitglied im Bund der Freimaurer, seine Loge St. John’s Lodge 63 ist in Carleton Place bei Ontario ansässig.
Als dann das Royal Flying Corps (RFC) und der Royal Naval Air Service (RNAS) in Kanada rekrutierten, entschied sich Brown für den Royal Naval Air Service, da das Royal Flying Corps sehr hohe Verluste zu beklagen hatte.

## Erster Weltkrieg
Im März 1917 wurde er zum 9. Naval Squadron versetzt und flog ab dann in einer Sopwith Pup Patrouillen an der belgischen Küste. Nach einigen Monaten bei der 11. und der 4. Staffel, wo er neue Piloten ausbildete, wurde die 11. Staffel im August 1917 aufgelöst und Brown kehrte zur 9. Staffel zurück. Von nun an flog er eine Sopwith Camel und startete vom Leffrinckoucke Aerodrome in Frankreich.
Als am 1. April 1918 die Royal Air Force gegründet wurde, gingen alle RFC und RNAS Staffeln in diese über. So wurden alle RNAS Staffeln nach dem System 200 + alte Nummer umbenannt, aus dem 9. wurde so das 209. Auch die Ränge des RNAS wurden an die des RFC angepasst und so wurde Brown zum Captain.

### Der Tod Richthofens
Am Vormittag des 21. April 1918 traf Browns 209. Staffel auf Manfred von Richthofens Jagdstaffel 11. Als sich der junge Leutnant Wilfrid May vom Kampfgeschehen entfernte, verfolgte ihn von Richthofen. Brown sah, dass May in Schwierigkeiten war, setzte sich hinter den roten Dreidecker und schoss aus großer Entfernung einige Feuerstöße, die wahrscheinlich fehlgingen. Während von Richthofen May über die britischen Linien verfolgte, wurde er von drei australischen MG-Schützen beschossen. Von einer Kugel tödlich im Brustkorb verwundet, konnte er seine Maschine (den Fokker Dr I 425/17) noch nahezu unbeschadet vor der australischen Stellung landen, bevor er innerlich verblutete.
Richthofen wurde von einer australischen Ambulanz nach Poulainville in einen Hangar verbracht.
Als Brown erschien, um den „mächtigen Krieger“ zu begutachten, den er besiegt hatte, war er schockiert und schrieb: „Selbst wenn er mein bester Freund gewesen wäre, hätte ich nicht mehr Trauer empfinden können.“ (Original: „If he had been my dearest friend, I could not have felt greater sorrow.“)
Kurz nach dem Tod von Richthofen wurde Brown wegen verschiedener Krankheiten, unter anderem Stress und Gastritis, in ein Krankenhaus eingewiesen.
Nachdem er Mitte Juni aus dem Krankenhaus gekommen war, kehrte er nach Großbritannien zurück und wurde im Juli Fluglehrer an der No. 2 School of Aerial Fighting. Bei einem Routine-Abnahmeflug am Morgen des 5. Juli 1918 fiel der Motor seines Flugzeugs aus, und er stürzte in einem Wald ab.

## Leben nach dem Krieg
Nach dem Krieg verließ Brown 1919 die RAF und kehrte in sein ziviles Leben zurück. Dort arbeitete er als Buchhalter, gründete eine kleine Fluggesellschaft und schrieb für Canadian Aviation, eine kanadische Fliegerzeitschrift. Als der Zweite Weltkrieg begann, versuchte er der neu gegründeten Royal Canadian Air Force beizutreten, wurde aber abgelehnt. Daraufhin versuchte er sich in der Politik, verlor aber 1943 eine Wahl in Ontario.
Er starb am 9. März 1944 im Alter von 50 Jahren an einem Herzinfarkt.

## Auszeichnungen
- Distinguished Service Cross, 6. Oktober 1917
- Balken zum Distinguished Service Cross, 21. Juni 1918